# Lasiurus intermedius
Lasiurus intermedius — вид рукокрилих, родини Лиликові.

## Поширення, поведінка
Країни проживання: Беліз, Коста-Рика, Сальвадор, Гватемала, Гондурас, Мексика, США. Проживає від низовин до 1600 м. Цей вид може бути знайдений в хвойних і широколистяних лісах і сухих чагарниках. Спочиває в іспанському мосі, під опалим листям пальми або сухих стеблах кукурудзи. Цей вид, як видається, більш соціальний, ніж інші Lasiurus і може утворювати дитячі колонії. Як правило харчується на 3—4 м над землею над більш відкритими, трав'янистими областями.